# Renji Abarai
Renji Abarai (阿散井 恋次?, Abarai Renji) è uno dei personaggi principali nella serie manga e anime Bleach di Tite Kubo.
È il luogotenente della Sesta Divisione del Gotei 13, sotto il comando di Byakuya Kuchiki.
Nella classifica dei personaggi preferiti, pubblicata periodicamente su Shonen Jump, Renji si colloca sempre entro i primi cinque posti. Nell'ultimo sondaggio, tuttavia, è stato scalzato da new entry come Grimmjow, Ulquiorra e Izuru Kira, uscendo dalla top ten e arrivando all'11º posto con 3746 voti.

## Aspetto e personalità
Renji ha dei lunghi capelli rossi, generalmente tenuti legati da un laccio, e tutta la parte superiore del suo corpo è ricoperta di tatuaggi (non si sa per certo quando se li sia fatti fare, ma è sicuro che col tempo il loro numero è cresciuto). All'inizio portava sulla fronte una visiera nera, ma a seguito di alcuni violenti scontri questa è andata in frantumi ed è stata infine sostituita da una semplice fascia bianca. Diciassette mesi dopo la battaglia di Karakura ha i capelli più lunghi e la fascia bianca sulla fronte è sostituita con una nera.
È fortemente legato a Rukia Kuchiki: la loro amicizia ha avuto inizio quando si sono conosciuti da piccoli nel Rukongai ed è poi proseguita durante la loro carriera nel Gotei 13, culminando poi nel matrimonio.
La sua volontà di combattere per quello in cui crede lo rendono un avversario temibile e determinato, in questo senso molto simile ad Ichigo Kurosaki; il suo più grande sogno è quello di diventare più forte del suo Capitano fin da quando quest'ultimo ha accolto Rukia nella sua famiglia.
Ama il taiyaki e non sopporta i cibi piccanti.

## Storia
Renji proviene dal settantottesimo distretto del Rukongai, uno dei più poveri e malfamati, e crebbe orfano assieme ad altri bambini fra i quali Rukia; il piccolo gruppo di trovatelli riusciva a sopravvivere rubando da mangiare al mercato. Renji, così come Rukia, scoprì di possedere poteri spirituali e, col tempo, sia lui che lei, ormai rimasti soli (i loro amici erano tutti morti), maturarono l'idea di diventare shinigami, desiderosi di condurre uno stile di vita migliore. All'accademia Renji fu ammesso alla prima classe, essendo estremamente abile come spadaccino ma anche piuttosto incapace nel Kidō (l'esatto opposto di Rukia), e il suo senpai fu Shūhei Hisagi; fece inoltre amicizia con Izuru Kira e Momo Hinamori, futuri luogotenenti come lui.
Il suo rapporto con Rukia divenne più difficile nel momento in cui lei fu adottata dalla famiglia Kuchiki; sebbene questa cosa lo facesse soffrire molto, Renji decise di non interferire più nella vita di Rukia, ora che era diventata nobile, credendo quindi di agire per il suo bene. Nonostante questo, fin dall'adozione di Rukia, si è sempre allenato duramente allo scopo di diventare più forte di Byakuya, l'uomo che ai suoi occhi gli aveva portato via la cara amica.
Renji, Kira ed Hinamori servirono sotto Sōsuke Aizen e Gin Ichimaru nella Quinta Divisione; in seguito Hinamori e Kira divennero luogotenenti rispettivamente di Aizen e Ichimaru non appena quest'ultimo divenne capitano della Terza Divisione mentre il ribelle Renji venne spostato nell'Undicesima Divisione, nella quale fu nominato Sesto Ufficiale e strinse amicizia con Ikkaku Madarame, che lo allenò. Nello stesso giorno in cui Rukia venne mandata nel mondo umano, Renji venne promosso Luogotenente della Sesta Divisione proprio sotto il comando di Byakuya.
Renji appare per la prima volta quando, in compagnia del suo Capitano, tenta il recupero di Rukia. Una volta incontrata la shinigami, vengono prima interrotti da Uryū Ishida, sconfitto senza troppe difficoltà da Renji. Ichigo interviene quindi per fermarli e, poiché mette in serie difficoltà Renji, Byakuya è costretto ad intervenire.
Dopo che il gruppo di Ichigo invade la Soul Society per salvare Rukia, Renji cerca di fermare lo stesso Ichigo, affrontandolo questa volta senza alcuna limitazione. Viene sconfitto nuovamente e, coprendosi di infamia e vergogna, chiede aiuto al vincitore pregandolo di salvare Rukia.

Renji sulla copertina 11 del manga

Guarito e imprigionato per aver disobbedito agli ordini per aver affrontato il nemico da solo, Renji ha un dialogo con lo spirito della sua Zanpakuto Zabimaru, e prende la decisione di salvare lui stesso la sua cara amica.
Mentre Ichigo si sta ancora allenando per battere Byakuya, Renji decide di liberare la ragazza e di affrontare il suo stesso Capitano. Renji riesce finalmente ad usare il suo Bankai contro di lui, ma l'inesperienza e la differenza di forza lo vedranno infine sconfitto. In ogni caso riceve i complimenti dell'avversario, che commenta: "Ammirevole. Le tue zanne mi hanno senza dubbio raggiunto!"
Dopo questo fallimento, Renji tenta un altro salvataggio e, grazie all'intervento dell'ormai amico Ichigo, si ritrova fra le braccia l'amica Rukia. Mentre gli altri Capitani e Luogotenenti del Gotei 13 sono impegnati in diversi scontri, Renji fugge via nel tentativo di portare Rukia al sicuro. Intanto Tōshirō Hitsugaya, Retsu Unohana e Isane Kotetsu scoprono la verità su Sōsuke Aizen, Gin Ichimaru e Kaname Tōsen. Quest'ultimo infatti, a sorpresa, si rivela alleato del nemico e interrompe la corsa di Renji e Rukia, teletrasportandosi con loro sulla collina del Sōkyoku e portandoli quindi al cospetto di Aizen. Questi chiede a Renji di lasciare Rukia lì e di andarsene, ma Renji ovviamente rifiuta e, deciso a proteggere la ragazza anche a costo della vita, attacca il nemico insieme a Ichigo, che non ha recuperato le energie dopo la precedente battaglia, ma entrambi vengono sconfitti facilmente. Aizen riesce ad estrarre l'Hougyoku (tesoro dagli enormi poteri, creato da Kisuke Urahara) dal corpo di Rukia e tenta di ucciderla, ma la ragazza viene salvata dall'intervento di Byakuya, che le fa da scudo col suo corpo. Poco dopo, sopraggiungono anche tutti gli altri capitani e tenenti del Gotei 13.
Quando la Soul Society scopre dell'arrivo di alcuni Espada nel mondo terreno, decide di inviare un gruppo di Shinigami per difenderlo, tra cui vi è anche Renji. In questo periodo, alloggerà presso l'emporio di Kisuke Urahara. Nella notte in cui l'Espada Grimmjow Jaegerjaques giunge sulla terra ad insaputa di Aizen insieme ad un gruppo di Arrancar alleati, Renji si troverà a combattere contro Yylfordt Grantz. Il suo Bankai non riesce a contrastare a sufficienza il nemico, che viene attaccato a sorpresa da Ururu Tsumugiya. L'Arrancar ne esce ferito e si vede costretto a rilasciare la sua Zanpakuto. In questa forma, Yylfordt si libera facilmente della ragazzina, ma viene colto di sorpresa da Renji, che ha infine ottenuto il permesso di rilasciare la limitazione che diminuiva i suoi poteri.
A seguito della battaglia, Renji pone molte domande al misterioso Urahara, non ricevendo alcuna risposta. In questo lasso di tempo in cui la Soul Society e gli umani si preparano alla grande battaglia contro Aizen e gli Arrancar, Renji aiuta Chad ad aumentare le proprie capacità, combattendo contro di lui. È un patto, questo, stretto con Urahara: se per tre mesi avesse fatto tutti i lavori da lui richiestigli (come appunto, quello di allenare Chad), allora l'ex Capitano della 12ª Divisione avrebbe risposto a tutte le sue domande.
Quando gli Arrancar rapiscono Orihime, Renji e Rukia vorrebbero subito andare a liberarla con Ichigo, ma gli ordini dall'alto sono ben diversi. Renji deve infatti ritornare alla base con l'amica. In seguito, però, Byakuya Kuchiki dà il permesso a lui e a Rukia di andare nel mondo nemico, dal momento che gli ordini si limitavano a riportare Renji e Rukia a Soul Society.
Raggiunge quindi Ichigo e gli altri nell'Hueco Mundo. Qui, a Las Noches, il gruppo si divide, e Renji si trova, suo malgrado, in coppia col maldestro e pauroso Hollow Dondochakka. I due cadranno in una trappola ordita dall'Espada Szayel Aporro Grantz, e Renji si vedrà così costretto ad affrontarlo. L'Espada riesce a bloccare il suo Bankai e qualunque suo altro attacco, proprio perché è riuscito, grazie al combattimento tra Renji e suo fratello Yylfordt, a registrare tutti i dati utili sul suo avversario shinigami. Renji non si dà per vinto, e riesce a ferire lievemente il suo nemico con lo Shikai della sua Zanpakuto.
A dar man forte a Renji sarà Uryū Ishida, tanto che insieme riusciranno a ferire gravemente Szayel Aporro con la Sprenger di Ishida, e a costringerlo ad una momentanea ritirata.
Renji e Uryū cercano di trovare una via d'uscita evitando di imbattersi in altri Espada, ma Szayel manipola i corridoi del palazzo, riconducendoli così nella stessa stanza in cui si sono precedentemente scontrati. Rilascia così la sua Zanpakutō, creando dei cloni dei suoi avversari. Poiché ogni movimento dell'originale viene perfettamente copiato dal clone, Renji escogita un piano: rilascia il suo colossale Bankai e puntualmente viene fatto lo stesso dai suoi cloni. La potenza sprigionata da così tanti Bankai nello stesso istante fa collassare l'edificio in cui si trovano. Szayel Aporro non si dà per vinto, e anzi, piuttosto irritato, sfodera un'altra tremenda carta: crea una sorta di bambola voodo di Ishida, e ne testa le abilità colpendo il pupazzo. Renji scopre con orrore che qualsiasi danno venga fatto alla bambola sarà fatto anche allo stesso Ishida. Szayel Aporro crea così anche una bambola di Renji, al quale verranno spezzati diversi tendini. Intervengono quindi Pesche Guatiche e Dondochakka, gli Hollow al servizio di Nel, ma anche loro vengono facilmente sconfitti da Szayel. Proprio quando sembra tutto perduto, interviene il Capitano della 12ª Divisione Kurotsuchi Mayuri, seguito dalla fedele Nemu, che sconfigge una volta per tutte l'Espada. In seguito, Renji, completamente guarito e ripresosi dal precedente scontro, darà man forte a Rukia, Chad e Ishida nello scontro con le Exequias. In seguito Renji dovrà vedersela insieme a Chad e Rukia nello scontro con il terribile Yammy, l'Espada numero zero.
Ritorna dopo 17 mesi nel mondo dei vivi assieme al suo capitano e ad altri shinigami per aiutare Ichigo. Dopo avergli spiegato la situazione ingaggia uno scontro con la Fullbringer Jackie Tristan, sconfiggendola senza problemi. Tuttavia, si rifiuta di ucciderla e così la sua avversaria si fa esplodere per salvarlo dalla dimensione, creata da Yukio, in cui stavano combattendo (perdendo così i suoi poteri).
Nella saga della Guerra dei Mille Anni, Renji affronta, assieme al suo capitano Byakuya Kuchiki, lo Stern Ritter "F", Äs Nödt. Dopo la sconfitta del suo capitano da parte di Nodt, tenterà di attaccare l'avversario, ma, prima che possa attivare il suo Bankai, verrà subito messo fuori combattimento dallo Stern Ritter "S", Mask de Masculine. In seguito all'arrivo della Divisione Zero, verrà portato nella dimensione del Re delle Anime insieme ad Ichigo, Rukia e al suo capitano, Byakuya. Qui, dopo essere stato, curato, si sottoporrà ad uno speciale addestramento che ne incrementerà la potenza. Terminato l'allenamento, tornerà nella Soul Society insieme a Rukia. Il suo intervento sarà provvidenziale per salvare la vita al capitano della terza divisione, Rōjūrō Ōtoribashi, che sta per ricevere il colpo di grazia proprio da Mask de Masculine, dimostratosi un avversario temibile. Al suo arrivo, Renji blocca lo Star Flash dell'avversario diretto al capitano Rose con estrema facilità, per poi sconfiggere il suo avversario utilizzando il suo nuovo Bankai.
Dieci anni dopo la fine della guerra, Renji si è sposato con Rukia, dalla quale ha avuto una figlia divenuta apprendista shinigami, Ichika.

## Zanpakutō
La Zanpakutō di Renji si chiama Zabimaru (蛇尾丸?  letteralmente "Coda di Serpente") ed è di tipo Potenziamento; lo spirito che la anima ha l'aspetto di un grosso babbuino bianco con la coda di serpente ed entrambe le teste sono in grado di parlare.
Quando è in stato Shikai, che viene rilasciato al comando "Ulula" (咆えろ?, hoero), Zabimaru si ingrandisce e risulta divisa in segmenti uncinati collegati tra loro da una fitta serie di filamenti, che permettono alle varie parti di allontanarsi l'una dall'altra e di allungare la lama di diversi metri. Il suo attacco più potente in questo stadio è l'Higa Zekkō (牙絶? "Morso di Denti Spezzati del Babbuino"), tramite il quale la lama si divide in moltissimi frammenti che colpiscono il nemico da più direzioni; questa è tuttavia una tecnica che danneggia non poco l'arma e che inoltre lascia Renji privo di difese.
Quando rilascia il Bankai la Zanpakutō prende il nome di Hihiō Zabimaru (狒狒王蛇尾丸? "Re Babbuino dalla Coda di Serpente") e assume la forma di un gigantesco scheletro di serpente dalla vistosa criniera rossa. La tecnica più usata in questo stato è chiamata Hikōtsu Taihō (骨大砲? "Cannone delle Ossa del Babbuino"), che consiste nello scagliare sul nemico una densa sfera di reiatsu dalla bocca. Anche con il suo Bankai Renji può utilizzare l'Higa Zekkō, ovviamente con una potenza maggiore, dividendo tutti i segmenti dello scheletro di serpente e controllandoli uno ad uno con l'ausilio della sua energia spirituale.
Durante la Guerra dei Mille Anni, Ichibei Hyōsube insegna a Renji il vero nome del Bankai di Zabimaru, che lo shinigami sfoggia per la prima volta contro lo Stern Ritter "S" Mask de Masculine: Sōō Zabimaru (双王蛇尾丸? "Re Gemelli dalla Coda di Serpente"). Questa forma è radicalmente diversa dalla precedente: la testa del serpente diventa una specie di bracciale sul polso destro e da esso spunta la lama della spada; la pelliccia che copre la spalla sinistra è arricchita da una mano scheletrica che può essere allungata verso il nemico ed è chiamata Hihiō (狒狒王? "Re Babbuino"); inoltre, dopo aver pronunciato il nome Orochiō (大蛇王? "Grande Re Serpente"), la lama della spada diventa simile allo Shikai. Questo nuovo Bankai possiede anche una nuova tecnica, chiamata Zaga Teppō (蛇牙鉄砲? "Cannone della Zanna di Serpente"), capace di provocare una fortissima esplosione che assume la forma del serpente a fauci spalancate.